# حمیدالله یوسفزی
حمید یوسفزی (متولد: ۲ دسامبر ۱۹۸۱) در شهر کندز، افغانستان می‌باشد، او یکی از دروازه‌بانان تیم ملی فوتبال افغانستان می‌باشد و فعلاً دروازه‌بان شاهین آسمایی است. حمید یوسفزی ۱۴ بازی ملی دارد و ۱۱ بازی برای شاهین آسمایی انجام داده است.